# Tomoaki Shimada
Pour les articles homonymes, voir Shimada.
Tomoaki Shimada (島田 智明, Shimada Tomoaki, né le 2 décembre 1969) est un homme politique japonais, maire de Kawachinagano, dans la préfecture d'Osaka, au Japon.

## Enfance et éducation
Après avoir ontenu un diplôme en science de l'information à l'Université de Kyoto et une maîtrise en science de l'information à l'Université de Tokyo, Shimada a travaillé chez A.T. Kearney, une société de conseil en gestion à Tokyo. Il a ensuite travaillé à Singapour en tant que directeur pour Framatome Connectors International, pour une société informatique (Fujitsu Computers) et pour une société de capital-risque dans le domaine du marketing et des ventes. Pendant cette période, il a également obtenu un MBA (à temps partiel) de l'Université nationale de Singapour. En 2005, Shimada a obtenu son doctorat à l'INSEAD en France. Il a travaillé pour l'Université internationale du Japon en tant que professeur adjoint en management de 2005 à 2006 et pour l'Université de Kobe en tant que professeur associé en management des opérations de 2007 à 2016.